# Комические рекламы и объявления
«Комические рекламы и объявления» — комические пародии русского писателя XIX-XX века Антона Павловича Чехова, написанные в 1882 году и впервые опубликованный под псевдонимом «Антоша Чехонте» в седьмом номере художественно-юмористического журнала «Будильник». Разрешение цензурного комитета было получено 12 февраля.
По мнению литературоведа Михаила Петровича Громова, целью Чехова было создать пародии на «содержание и стиль объявлений, заявлений и реклам», которые автор наблюдал в московских газетах того времени. Например, прототипом для первого заявления-пародии зубного врача послужило реальное заявление в «Московском листке» зубного врача Григория Николаевича Вальтера, который беспокоился, что пациенты могут перепутать его с однофамильцем — Александром Александровичем Вальтером. Переживавший врач публиковал своё заявление в нескольких номерах «Московского листка». Объявление о продаже сочинений присяжного поверенного с названиями «Кулачное право» и «Физиология кулака» высмеивало реальный кулачный бой между адвокатом и председателем совета присяжных поверенных в Окружном суде, который 1882 году шумно обсуждался в прессе.